# 第12回日劇學院賞
←第11回 - 第12回 - 第13回→
第12回日劇學院賞，為針對1997年1月到3月在日本播出的冬季檔連續劇之投票與評比。最佳作品由織田裕二所主演的話題連續劇《大搜查線》獲得，為織田裕二個人第三次獲獎（讀者票、記者票、評審票皆為第一），《大搜查線》亦為獲獎數目最多的電視劇。最佳女主角由《理想的結婚》中的常盤貴子獲得。

## 最優秀作品賞
《大搜查線》

## 主演男優賞
織田裕二（大搜查線）

## 主演女優賞
常盤貴子（理想的結婚）

## 助演男優賞
渡部篤郎（危險情人）

## 助演女優賞
雛形明子（危險戀人）

## 新人賞
濱田麻里（愛情遊戲）

## 服裝造型賞
涼（愛情遊戲）

## 腳本賞
君塚良一（大搜查線）

## 攝影賞
NTV《感應少年EIJI》

## 主題歌賞
SPITZ〈スカーレット〉（MELODY）

## 卡司賞
NTV《愛情遊戲》

## 片頭賞
水田伸生《愛情遊戲》

## 導演賞
本廣克行、澤田鎌作（大搜查線）

## 特別賞
NHK晨間劇《雙胞胎》